# Afrikaanse wilde kat
De Afrikaanse wilde kat of Nubische kat (Felis lybica) is een katachtige. De soort werd lange tijd als ondersoort van de wilde kat (Felis silvestris) gezien, maar wordt sinds 2017 als aparte soort beschouwd. De wetenschappelijke naam van deze soort werd gepubliceerd door Johann Reinhold Forster in 1780.
De gedomesticeerde kat stamt af van de Afrikaanse wilde kat. Domesticatie vond vanaf zo'n 9000 jaar geleden zowel in het oude Nabije Oosten als in het oude Egypte plaats.

## Uiterlijke kenmerken
De Nubische kat heeft een lichaamslengte van 63 à 70 centimeter en een staartlengte van 23 à 25 centimeter. Lijkt qua uiterlijk op een zeer grote huiskat. Individuen uit steppen en woestijnen hebben een lichtgeelachtig grijs tot zandkleurige vacht. Dieren uit vochtige gebieden hebben een geelbruin tot roodachtig bruine grondkleur. De kleur van de rug is echter altijd donkerder dan de buik en flanken, maar een duidelijke aalstreep als bij de Europese wilde kat (Felis silvestris silvestris) ontbreekt. Op de rug en flanken kunnen ze gevlekt, dwarsgestreept of nagenoeg ongetekend zijn. De koptekening van de Nubische kat neemt eveneens veel vormen aan.. De voetprent van een Nubische kat toont de voetzool en vier ronde tenen. De staart van de Nubische kat bevat meerdere zwarte dwarsringen en heeft altijd een zwarte punt. Indien 's nachts beschenen, lichten de ogen groen op.

## Verspreiding en leefgebied
De Nubische kat leeft in het oosten van de Zuidelijke Kaukasus, Astrachan, Orenburg, Saratov, het westen van Centraal-Azië, Iran, de Levant, de randgebieden van het Arabisch Schiereiland, Noord-Afrika, alsmede door de Sahelregio van West-Afrika tot aan Soedan en Ethiopië. Ten zuiden van de Hoorn van Afrika komt de ondersoort Felis lybica cafra voor. In de Sahara slechts sporadisch aanwezig. Komt voor in een variëteit aan biotopen, zoals steppen, savannen, halfwoestijnen en bossen, zolang er maar wat beschutting is, als struikgewas en hoog gras, waar prooidieren zich in verschuilen. Hij ontbreekt alleen in regenwouden en volkomen droge woestijnen.

## Ondersoorten
Er worden drie ondersoorten van de Afrikaanse wilde kat wetenschappelijk erkend:
- Afrikaanse wilde kat of Nubische kat (Felis lybica lybica), komt voor in de Levant, de randgebieden van het Arabisch Schiereiland, Noord-Afrika, de Sahelzone van West-Afrika, oostwaarts naar Soedan en Ethiopië. Nubische katten werden vereerd door de oude Egyptenaren.
- Zuid-Afrikaanse wilde kat (Felis lybica cafra), komt voor in Zuidelijk Afrika.
- Aziatische steppenkat (Felis lybica ornata), komt voor van Iran en Centraal-Azië, tot het westen van India, het westen van China en het zuiden van Mongolië.

## Leefwijze
De Afrikaanse wilde kat jaagt voornamelijk op muizen en ratten en andere kleine zoogdieren, tot de grootte van een haas of een kleine antilope. Ook vogels worden gegrepen, aangevuld met reptielen, kikkers en insecten. Hij benadert zijn prooi door laag bij de grond ernaartoe te sluipen. Als hij op ongeveer een meter afstand is, valt hij aan. Hij is voornamelijk 's nachts en in de schemering actief, overdag blijft hij verscholen in het struikgewas. Soms, op bewolkte dagen, zijn ze ook overdag actief.
De Afrikaanse wilde kat leeft gewoonlijk solitair. Het woongebied van een mannetje overlapt meestal met dat van enkele vrouwtjes. Het vrouwtje verdedigt de kern van het woongebied tegen andere katten. Een vrouwtje krijgt twee tot zes (gemiddeld drie) kittens per worp. De draagtijd duurt 56 tot 69 dagen. De kittens komen blind en hulpeloos ter wereld op een schuilplaats tussen hoog gras, in holle bomen of in holten en spleten tussen rotsen. De meeste jongen worden geboren in het regenseizoen, wanneer er veel voedsel is. Ze blijven ongeveer vijf tot zes maanden bij hun moeder en zijn na een jaar geslachtsrijp.